# Ashita wa Ashita no Kaze ga Fuku
Singles de Yuki Uchida
Tenca wo Torō! (...)
(1994) Only You
(1995)
 Ashita wa Ashita no Kaze ga Fuku  (明日は明日の風が吹く) est le deuxième single de Yuki Uchida, sorti le 5 avril 1995 au Japon sur le label King Records. Il atteint la 3e place du classement Oricon, et reste classé pendant sept semaines, se vendant à 184 000 exemplaires durant cette période.
La chanson-titre a servi de thème musical à une publicité pour l'eau minérale Calpis Water avec Uchida en vedette ; elle ne figurera pas sur son album Mi-Chemin qui sortira cinq mois plus tard, mais figurera sur les compilations Present de 1997 et Uchida Yuki Perfect Best de 2010. La chanson en « face B », "Arigatō", figurera également sur cette dernière compilation. Les deux chansons ont été composées par Kyohei Tsutsumi.

## Liste des titres
1. Ashita wa Ashita no Kaze ga Fuku  (明日は明日の風が吹く?) (4:11)
2. "Arigatō"  (「ありがとう」?) (4:21)
3. Ashita wa Ashita no Kaze ga Fuku (Original Karaoke) (... オリジナル・カラオケ?)